# 비바리움 (영화)
《비바리움》(영어: Vivarium)은 2019년 제작된 SF 영화이다. 로칸 피네건이 감독과 각본을 맡았다. 제72회 칸 영화제(2019)에서 전 세계 최초로 공개되었다.

## 출연진
- 이머전 푸츠 - 젬마 역
- 제시 아이젠버그 - 톰 역
- 조나단 아리스 - 마틴 역
- 세난 제닝스 - 어린 소년 역
- 이안나 하드윅케 - 나이 많은 소년 역
- 올가 웨를리 - 우는 여자 역
- 몰리 맥캔 - 몰리 역
- 대니얼 라이언 - 학부모 역

## 수상
- 2019년 제24회 부산국제영화제 미드나잇 패션
- 2019년 제68회 멜버른 국제 영화제 미드나잇 패션
- 2019년 제30회 싱가포르 국제 영화제 미드나잇 메이헴
- 2019년 제46회 겐트 영화제 세계 영화 부문
- 2019년 제63회 런던 국제 영화제 컬트
- 2019년 제52회 시체스영화제 수상 오피셜 판타스틱 - 여우 주연상(이머전 푸츠)
- 2019년 제30회 스톡홀름영화제 디스커버리
- 2019년 제23회 판타지아 영화제 장편 영화
- 2019년 제35회 바르샤바 국제영화제 특별상영
- 2020년 제27회 제라르메 국제판타스틱영화제 장편경쟁부문

## 기타
- 수입사 : 루믹스미디어
- 배급사 : 드림팩트엔터테인먼트